# Tunnel über der Pleiße
Tunnel über der Pleiße war der Name eines Geselligkeitsvereins in Leipzig, der in der Zeit des Vormärz als Tarnung für die Treffen und Diskussionsrunden oppositioneller Künstler, Verleger, Wissenschaftler und Kaufleute diente.
Der Verein wurde im März 1828 auf Anregung des Komponisten Heinrich Marschner und des Theaterkritikers Friedrich Gleich gegründet, die beide zu dieser Zeit für wenige Jahre in Leipzig weilten. Man traf sich jeden Sonnabend, um sich ungestört zu künstlerischen und politischen Fragen zu äußern und der Zensur durch humoristischen „Blödsinn“ unter dem Schutzpatronat von Till Eulenspiegel zu entgehen. Dazu gehörten im Verein spezielle Namen und auch eine verwirrende Sprache: kurz wurde zu lang, gut zu schlecht usw. Ein Ankommender wurde gefragt „Was wollen sie hier?“ Er hatte mit der Hand vorm Gesicht zu antworten „Nichts“. Daraufhin erhoben sich alle und riefen „Das können Sie hier kriegen“. Zu den Treffen hatten die Teilnehmer eigene Beiträge in Form von Gedichten oder Liedern, sogenannten „Spänen“, zu liefern. So entstanden zum Beispiel die Marschnerschen Tunnellieder, opus 46.

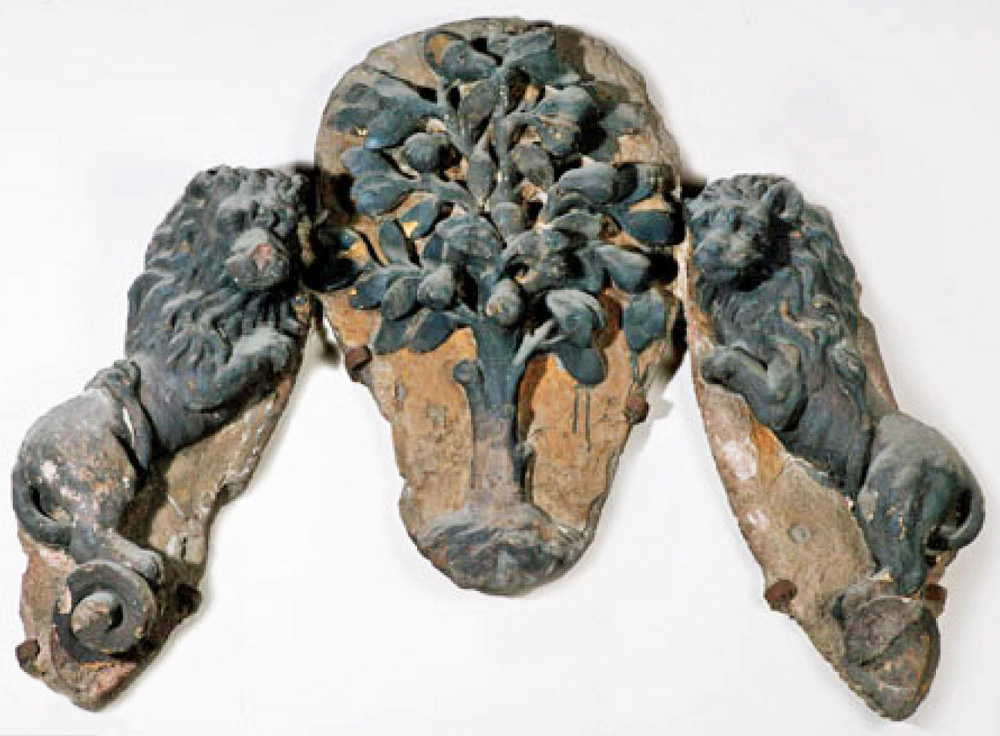
Hauszeichen des Gasthofs Zum Birnbaum, Versammlungsort des Vereins

Der skurrile Name eines Tunnels über der Pleiße nahm scherzhaft Bezug auf den 1825 begonnenen Tunnelbau unter der Themse und war analog dem der Berliner literarischen Gesellschaft Tunnel über der Spree. Ein zweiter Name war „Der (ja, der!) Sonntagsgesellschaft des Peter“. Die Zusammenkünfte, die auch mit Tunnel bezeichnet wurden, fanden im Gasthof Zum Birnbaum in der Hainstraße statt, der 1832 in Hôtel de Pologne umbenannt wurde. Hier gab es eine eigene Bibliothek und später ein Lesezimmer mit aktuellen Zeitungen. Andere Quellen nennen auch die Versammlungslokale Zum Pelikan (Neumarkt 29) und Zills Tunnel. Anfangs ein geschlossener Kreis, öffnete sich die Gesellschaft 1831 der Leipziger Öffentlichkeit.
Mitglieder des Vereins waren unter anderen die Schriftsteller und Dichter Karl Herloßsohn, Heinrich Laube, Karl Gutzkow, Roderich Benedix und Adolf Böttger, die Verleger Otto Wigand, Raimund Härtel, Anton Philipp Reclam und die Musiker Christian August Pohlenz, Friedrich Wieck, Carl Friedrich Zöllner und Albert Lortzing.